# Hexisopus nigrolunatus
Hexisopus nigrolunatus är en spindeldjursart som beskrevs av Kraepelin 1899. Hexisopus nigrolunatus ingår i släktet Hexisopus och familjen Hexisopodidae. Inga underarter finns listade i Catalogue of Life.